# Dallas Long
Dallas Long (Pine Bluff, Arkansas, 13 de junio de 1940 - Whitefish, Montana, 10 de noviembre de 2024)fue un atleta estadounidense, especializado en la prueba de lanzamiento de peso en la que llegó a ser campeón olímpico en 1964.

## Carrera deportiva
En los JJ. OO. de Tokio 1964 ganó la medalla de oro en el lanzamiento de peso, con una marca de 20.33 metros que fue récord olímpico, superando a su paisano estadounidense Randy Matson (plata con 20.20 metros) y al húngaro Vilmos Varju (bronce con 19.39 metros).

## Muerte
Falleció a los 84 años el 10 de noviembre de 2024 en Whitefish, Montana.